# Koršunovskit

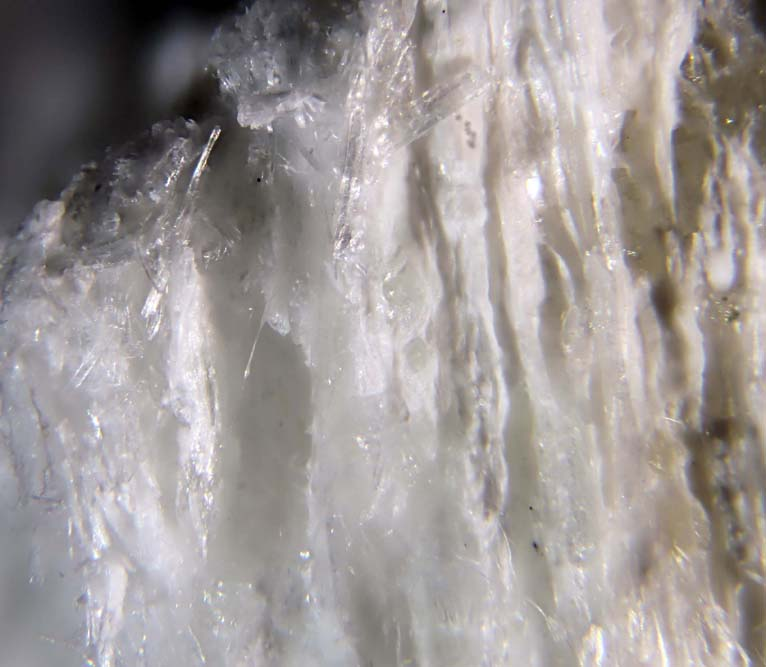
Koršunovskit

Koršunovskit (Malinko a kol. 1982), chemický vzorec Mg2[(OH)3|Cl]·4H2O), je trojklonný minerál.

## Morfologie
Tvoří bezbarvá, průhledná, protažená prizmatická zrnka až 0,X mm velká, která jsou orientována převážně kolmo na žilky.

## Vlastnosti
- Fyzikální vlastnosti: Tvrdost 2, hustota 1,798 g/cm³. Při tlaku se zrna rozpadají na tenoučké jehličkovité krystaly.

- Chemické vlastnosti: Snadno se rozpouští ve slabých kyselinách a okamžitě rozpustný ve vodě, konstituční vodu začíná ztrácet při teplotách pod 105 °C.

- Optické vlastnosti: Lesk skelný až mastný.

## Naleziště
Nalezen ve vrtném jádře jednoho z průzkumných vrtů na ložisku Koršunovskoje (Irkutská oblast, Zabajkalí, Rusko) ve světle šedém dolomitickém mramoru, kde vyplňuje 1-2 mm silné zrnité žilky a závalky, ve kterých je ve směsi s dolomitem. Nacházen v asociaci s magnetitem, antigoritem a dolomitem na ložisku Fe.